# 탄자니아-폴란드 관계
탄자니아-폴란드 관계는 폴란드 공화국과 탄자니아 연합공화국 간의 외교관계를 말한다. 양국은 유엔과 세계무역기구(WTO)에 가입해 있다.

## 역사
1942년에서 1944년 사이에 약 1만 8000명의 폴란드 난민이 케냐의 항구도시 몸바사에 도착하여 탕가니카(현재의 탄자니아)의 영토로 끌려갔다. 이들 난민은 제2차 세계대전 중 소련에 의해 폴란드에서 강제로 국외로 추방돼 소련 동부와 시베리아로 보내진 32만100만명의 폴란드인 피란민 중 일부였다. 안데르스군의 지원을 받아 약 11만 명의 폴란드 피난민이 소련에서 페르시아로 떠났고 그 중 1만8000명이 동아프리카로 보내졌다.
탕가니카에 체재하는 동안 난민은 이훈다, 키고마, 키두가라, 콘다(다), 모로, 텡겔의 정착 캠프에 보내졌다. 난민 중 상당수는 호주 캐나다 영국으로 이주하는 1949년까지 탕가니카에 남아 있었다고 알려진다.
폴란드와 탄자니아는 1961년 외교관계를 수립한 1962년, 폴란드는 다르에스살람에 주재 대사관을 개설했다. 1987년 벤자민 무카파 탄자니아 외교장관이 폴란드를 공식 방문했다. 폴란드 대사관은 2008년에 폐쇄되어 케냐 나이로비에 있는 폴란드 대사관으로부터 탄자니아로의 파견이 인가되었다. 2003년 벤자민 무카파는 탄자니아의 대통령으로서 폴란드에 다시 방문했다.
2012년 탄자니아에 명예영사관을 개설했고 2018년 폐관 9년 만에 다시 덜레스 살람에 대사관을 열었다. 대사관 재개는 폴란드의 알렉산드르 야섹 외무장관과 탄자니아의 마비가 외무장관이 주재했다. 탄자니아는 폴란드 개발원조의 주요 수익국 중 하나이고 탄자니아는 사하라 이남 아프리카 폴란드의 우선 파트너 중 하나다.

## 고위급 방문
폴란드에서 탄자니아로의 고위급 방문
- 외무차관 보그와프 자레스키 (2003)
- 자세크 차프트비치 외무장관 (2008)

탄자니아에서 폴란드로의 고위급 방문
- 외무부 장관 벤자민 무카파 (1987)
- 대통령 벤자민 무카파 (2003)

## 양자 간 합의
양국은 과학기술협력협정(1965년), 원조신용공여협정(2015년), 사업협력투자각서 등 양자 협정을 체결했다.

## 관광 및 교통
2017년에 10,000 명의 폴란드 국민이 탄자니아를 방문했다. 폴란드와 탄자니아간 항공 직항편이 있다.

## 무역
2017년 폴란드와 탄자니아의 교역액은 1억0850만달러이다. 폴란드의 탄자니아 주요 수출품은 곡물(주로 밀), 섬유전기 부품(케이블, 절연전선, 전선 등). 탄자니아에서 폴란드로의 주요 수출품은 담배와 커피이다. 폴란드의 탄자니아에 대한 대외 직접투자액은 2017년에 1.1억 달러에 달했으며, 그 대부분이 융자에 의한 농업 부문의 지원이다.

## 상주 외교
- 폴란드는 다르에스살람에 대사관이 있다.[5]
- 탄자니아는 독일 베를린에 있는 대사관으로부터 폴란드의 인증을 받았다.[6]

## 같이 보기
- 제 2 차 세계 대전 당시 소련에서 폴란드 민간인 대피
- 아프리카의 폴란드 난민 묘지 목록